# Temnothorax daxue
Temnothorax daxue (лат.) — вид мелких муравьёв рода Temnothorax из подсемейства мирмицины (Formicidae). Встречается в Китае.

## Этимология
Видовое название T. daxue происходит от слова «Dàxuě» (大雪, «даксюэ», «большой снег»), обозначающего один из 24 сроков (знаков зодиака) традиционного Китайского солнечного календаря (знак Стрелец, с 7 декабря).

## Распространение и экология
Китай: Юньнань. Этот вид обитает в хвойно-широколиственном смешанном лесу на высоте 2600 м над уровнем моря и фуражирует на деревьях.

## Описание
Мелкие муравьи (около 3 мм), основная окраска тела чёрная. Новый вид сходен с T. eburneipes (Wheeler, 1927), но отличается тем, что у нового вида дорсум мезонотума и проподеума слабо выпуклый, проподеальные шипы субпрямоугольные; у T. eburneipes дорсум мезонотума и проподеума умеренно выпуклый, проподеальные шипы заострённые. Новый вид также сходен с T. dongzhi, но отличается тем, что у нового вида проподеальные шипы длиннее наклонной поверхности при боковом виде, передний стебелёк короче петиолярного узелка, дорсум головы почти гладкий на центральной продольной полосе; у T. dongzhi проподеальные шипы короче наклонной поверхности при боковом виде, передний стебелёк длиннее петиолярного узелка, дорсум головы продольно морщинистый на центральной продольной полосе. Брюшко гладкое и блестящее. Усики 12-члениковые. Вид был впервые описан в 2024 году китайскими мирмекологами Yu-Han Qian и Zheng-Hui Xu (Southwest Forestry University, Куньмин, Юньнань) по типовым материалам из Китая.

### Комментарии
1. ↑  В западном календаре это соответствует второй половине зодиакального знака Стрелец (с 7 декабря), а в переводе означает «большой снег». Первой половине соответствует Xiǎoxuě и назван вид Temnothorax xiaoxue.